# Хомейер, Скип
Скип Хомейер (англ. Skip Homeier; 5 октября 1930, Чикаго, Иллинойс — 25 июня 2017 или 17 июня 2017, Индиан-Уэлс, Калифорния) — американский актёр радио, кино и телевидения, начавший играть на радио с 6 лет, в театре с 12 лет и сниматься в кино с 13.

## Биография
Джордж Винсент Хомейер (настоящее имя актёра) родился 5 октября 1930 года в Чикаго (штат Иллинойс, США). С шестилетнего возраста начал участвовать в детских радиопередачах, взяв актёрский псевдоним Скиппи Хомейер (в возрасте 18 лет юноша сократил своё новое имя до Скип). В 12—13 лет играл в бродвейских театрах, но в будущем театральную карьеру не продолжил. После школы Хомейер учился в Калифорнийском университете в Лос-Анджелесе, но не окончил его. С 13 лет начал сниматься в кинофильмах, с 20 лет — в телесериалах. Всего за 38 лет кинокарьеры (1944—1982) Скип Хомейер снялся в 136 фильмах и сериалах. Амплуа актёра в юношеских ролях было преимущественно «сбившийся с пути подросток без шанса на исправление», в молодости он часто играл преступников, в более зрелом возрасте — сильных личностей в военных фильмах.
Некоторую роль в успешном старте кино-карьеры Хомейера сыграло то, что он был внешне похож на известного актёра Кита Эндеса (1920—2005).
Скип Хомейер скончался 25 июня 2017 года в Индиан-Уэллс (Калифорния) от спинной миелопатии.

### Личная жизнь
6 февраля 1952 года Хомейер женился на девушке по имени Нэнси Ван Ноорден Филд. В 1963 году последовал развод, от этого брака остались два сына: Питер и Майкл.

30 ноября 1963 года Хомейер женился второй раз, его избранницей стала актриса Делла Шармен (род. 1936). Детей от этого брака не было, пара прожила вместе 54 года до самой смерти актёра.

## Избранные работы

### Актёр радио
- 1941—1942 — Portia Faces Life
- 1942 — Против шторма / Against the Storm — озвучивание «драматических рекламных объявлений»[9]
- 1942—1943 — The O’Neills — озвучивание «драматических рекламных объявлений»[9]

### Актёр Бродвея
- 1943, 14 апреля — 1944, 17 июня — «Завтра, мир!» / Tomorrow, the World! — Эмиль Брюхнер, мальчик-нацист

### Актёр кинофильмов
- 1944 — Завтра, мир![англ.] / Tomorrow, the World! — Эмиль Брюхнер, мальчик-нацист
- 1949 — Большая кошка[англ.] / The Big Cat — Джим Хокс
- 1950 — Стрелок / The Gunfighter — Хант Бромли
- 1951 — Дворцы Монтесумы[англ.] / Halls of Montezuma — хорошенький юноша
- 1951 — Запечатанный груз[англ.] / Sealed Cargo — Стив
- 1951 — Примкнуть штыки! / Fixed Bayonets! — Уайти
- 1952 — Берегись, моряк[англ.] / Sailor Beware — Мэк
- 1952 — Кто-нибудь видел мою девчонку? / Has Anybody Seen My Gal? — Карл Пеннок
- 1953 — Последний отряд[англ.] / The Last Posse — Арт Ромер
- 1954 — Береговой плацдарм[англ.] / Beachhead — Рейнольдс
- 1954 — Чёрная вдова / Black Widow — Джон Эмберли
- 1954 — Крик о мщении / Cry Vengeance — Рокси Дэвис
- 1955 — Десять разыскиваемых мужчин[англ.] / Ten Wanted Men — Хоуи Стюарт
- 1955 — Дорога в Денвер[англ.] / The Road to Denver — Сэм Мэйхью
- 1955 — Под дулом пистолета[англ.] / At Gunpoint — Боб Деннис
- 1956 — Незнакомец у моей двери[англ.] / Stranger at My Door — Клэй Андерсон
- 1956 — Происшествие в Дакоте[англ.] / Dakota Incident — Фрэнк Баннер
- 1956 — Гром над Аризоной[англ.] / Thunder Over Arizona — Тим Мэллори
- 1956 — Горящие холмы[англ.] / The Burning Hills — Джек Саттон
- 1956 — Между раем и адом / Between Heaven and Hell — рядовой Суонсон
- 1957 — Обратной дороги нет / No Road Back — Джон Рэйлтон
- 1957 — Большой страх / The Tall T — Билли Джек
- 1960 — Стоянка команчей[англ.] / Comanche Station — Фрэнк
- 1962 — Сильный страх[англ.] / Stark Fear — Джеральд Уинслоу
- 1964 — Пуля для негодяя[англ.] / Bullet for a Badman — Пинк
- 1966 — Призрак и мистер Трус[англ.] / The Ghost and Mr. Chicken — Олли Уивер
- 1970 — Тигра за хвост[англ.] / Tiger by the Tail — Ласуэлл, помощник шерифа
- 1977 — Величайший / The Greatest — майор

### Актёр телевидения
- 1951—1953, 1955 — Роберт Монтгомери представляет[англ.] / Robert Montgomery Presents — Том Бёртон (в 4 эпизодах)
- 1951—1953, 1956 — Театр Lux Video[англ.] / Lux Video Theatre — разные роли (в 5 эпизодах)
- 1952—1955 — Театр звёзд Шлица[англ.] / Schlitz Playhouse of Stars — разные роли (в 6 эпизодах)
- 1952, 1954—1955, 1957—1958 — Студия Один[англ.] / Studio One — разные роли (в 7 эпизодах)
- 1953 — Театр General Electric[англ.] / General Electric Theater — Малыш Пекос (в 2 эпизодах)
- 1955—1956 — Театр научной фантастики[англ.] / Science Fiction Theatre — разные роли (в 3 эпизодах)
- 1955—1958 — Кульминация![англ.] / Climax! — разные роли (в 4 эпизодах)
- 1956, 1958 — Альфред Хичкок представляет / Alfred Hitchcock Presents — разные роли (в 2 эпизодах)
- 1957—1958 — Телевизионный театр Крафта / Kraft Television Theatre — разные роли (в 2 эпизодах)
- 1958, 1963, 1971 — Диснейленд[англ.] / Disneyland — разные роли (в 6 эпизодах)
- 1959, 1961, 1965 — Сыромятная плеть / Rawhide — разные роли (в 3 эпизодах)
- 1960 — Дэн Рэйвен / Dan Raven — лейтенант Дэн Рэйвен (в 13 эпизодах)
- 1961, 1965 — Перри Мейсон / Perry Mason — разные роли (в 2 эпизодах)
- 1963—1964, 1967 — В бой![англ.] / Combat! — разные роли (в 3 эпизодах)
- 1963—1964, 1969 — Вирджинец[англ.] / The Virginian — разные роли (в 4 эпизодах)
- 1964 — За гранью возможного / The Outer Limits — доктор Рой Клинтон (в эпизоде Expanding Human)
- 1964 — Семейка Аддамс / The Addams Family — Марти (в эпизоде Halloween with the Addams Family)
- 1964—1965 — Дни в Долине Смерти / Death Valley Days — разные роли (в 2 эпизодах)
- 1965—1966, 1968 — Путешествие на дно моря / Voyage to the Bottom of the Sea — разные роли (в 3 эпизодах)
- 1966 — Бонанза / Bonanza — Джек Геллер (в эпизоде Horse of a Different Hue)
- 1966, 1969—1970 — Лесси / Lassie — разные роли (в 5 эпизодах)
- 1968 — Миссия невыполнима / Mission: Impossible — майор Дженьюари Грюнер (в эпизоде The Mercenaries)
- 1968—1969 — Звёздный путь / Star Trek — Мелакон (в эпизоде Patterns of Force[англ.]) / доктор Севрин (в эпизоде The Way to Eden[англ.])[10]
- 1970 — Вызов[англ.] / The Challenge — Лаймен Джордж
- 1970—1971 — Интерны[англ.] / The Interns — доктор Хью Джейкоби (в 16 эпизодах)
- 1976 — Кавардак[англ.] / Helter Skelter — судья Олдер
- 1977 — Улицы Сан-Франциско / The Streets of San Francisco — Карл Бирмингем (в эпизоде A Good Cop… But)
- 1977 — Вашингтон: За закрытыми дверями[англ.] / Washington: Behind Closed Doors — Ларс Хэгланд (в 3 эпизодах)
- 1979—1980 — Остров фантазий / Fantasy Island — разные роли (в 2 эпизодах)
- 1979, 1982 — Медэксперт Куинси[англ.] / Quincy, M.E. — разные роли (в 2 эпизодах)

### Режиссёр
- 1962 — Сильный страх[англ.] / Stark Fear (в титрах не указан)
- 1962 — Король бриллиантов / King of Diamonds (3 эпизода)

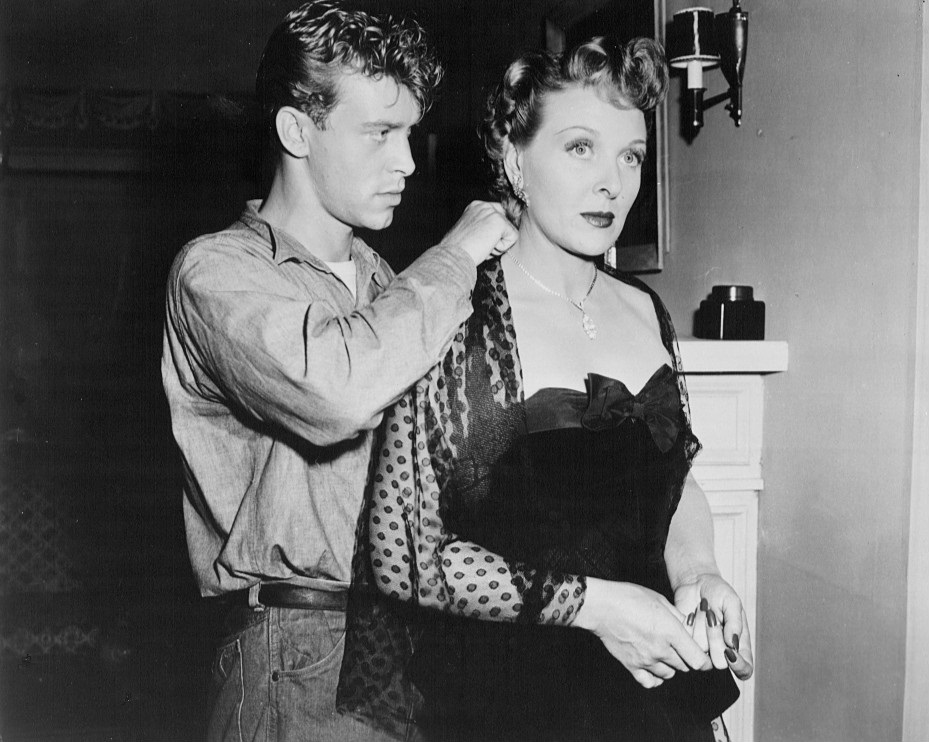
С Эвелин Анкерс в сериале «Театр General Electric[англ.] (1953)
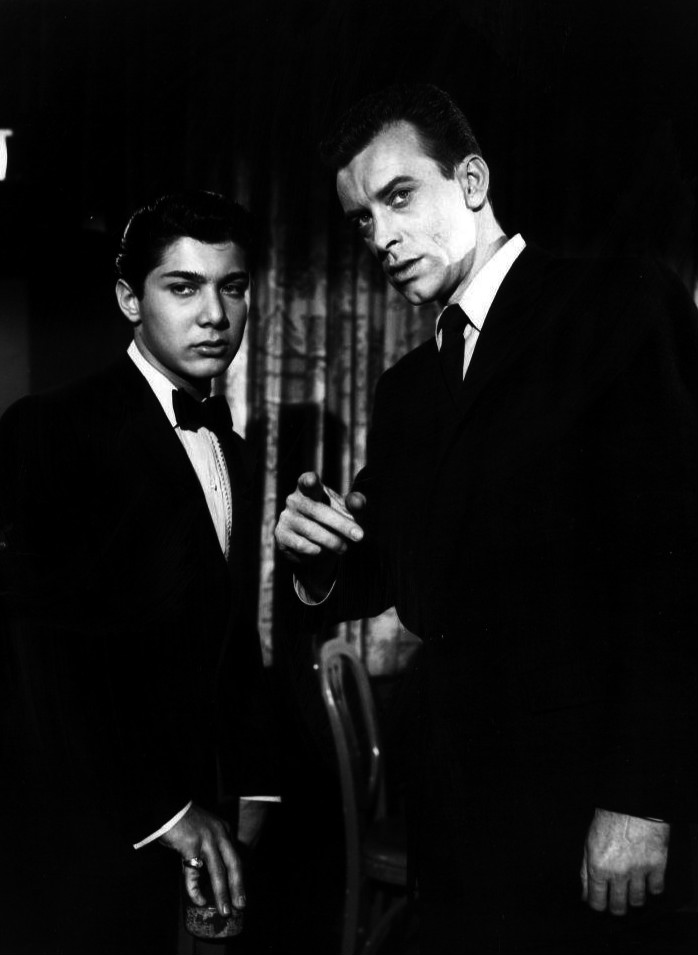
С Полом Анкой (слева) в сериале «Дэн Рэйвен» (1960)